# Cospeito
Cospeito település Spanyolországban, Lugo tartományban. Cospeito Vilalba, Abadín, A Pastoriza, Castro de Rei, Outeiro de Rei és Begonte községekkel határos. Lakosainak száma 4213 fő (2024).

## Népesség
A település népessége az elmúlt években az alábbi módon változott:
| Lakosok száma | 5842 | 5548 | 5349 | 5231 | 5047 | 4892 | 4665 | 4484 | 4342 | 4213 |
|               | 2001 | 2004 | 2007 | 2009 | 2012 | 2014 | 2017 | 2019 | 2022 | 2024 |